# Coelotes unicatus
Coelotes unicatus är en spindelart som beskrevs av Takeo Yaginuma 1977. Coelotes unicatus ingår i släktet Coelotes och familjen mörkerspindlar. Inga underarter finns listade i Catalogue of Life.